# Episodi di Harley Quinn (prima stagione)
La prima stagione della serie animata Harley Quinn è stata pubblicata sul servizio streaming DC Universe dal 29 novembre 2019 al 21 febbraio 2020.
| n° | Titolo originale                   | Pubblicazione USA |
| -- | ---------------------------------- | ----------------- |
| 1  | Til Death Do Us Part               | 29 novembre 2019  |
| 2  | A High Bar                         | 6 dicembre 2019   |
| 3  | So You Need a Crew?                | 13 dicembre 2019  |
| 4  | Finding Mr. Righ                   | 20 dicembre 2019  |
| 5  | Being Harley Quinn                 | 27 dicembre 2019  |
| 6  | You're a Damn Good Cop, Jim Gordon | 3 gennaio 2020    |
| 7  | The Line                           | 10 gennaio 2020   |
| 8  | L.O.D.R.S.V.P.                     | 17 gennaio 2020   |
| 9  | A Seat at the Table                | 24 gennaio 2020   |
| 10 | Bensonhurst                        | 31 gennaio 2020   |
| 11 | Harley Quinn Highway               | 7 febbraio 2020   |
| 12 | Devil's Snare                      | 14 febbraio 2020  |
| 13 | The Final Joke                     | 21 febbraio 2020  |

## Til Death Do Us Part
- Diretto da: Juan Meza-Leon
- Scritto da: Dean Lorey, Justin Halpern & Patrick Schumacker

### Trama
Dopo una fallita rapina in yacht Harley Quinn viene piantata in asso dal suo capo e amante Joker, catturata da Batman e inviata all'Arkham Asylum; tuttavia, crede fermamente che lui verrà a liberarla. Un anno dopo, la sua migliore amica Poison Ivy la fa evadere e cerca di convincerla che il Joker non la ama e l'ha abbandonata. Tuttavia, il tentativo di Harley di rompere con il criminale fallisce quando la ammalia nuovamente con il suo carisma e fascino. L'Enigmista, anch'egli fuggito da Arkham, provoca il Joker che manda Harley ad ucciderlo; il criminale cattura lei e Batman per poi dare al Joker la scelta di salvarne uno e lasciare morire l'altro. Il Joker sceglie senza remore Batman, quindi Harley finalmente capisce che non ha mai significato nulla per lui. Scopre anche che faceva tutto parte di un piano di Ivy, che ha collaborato con l'Enigmista per escogitare il trucco della trappola mortale e far rinsavire l'amica. Harley cambia look e rompe ufficialmente con il Joker, dichiarando la sua intenzione di farsi un nome nel mondo della criminalità organizzata.

## A High Bar
- Diretto da: Matt Garofalo, Ben Jones & Frank Marino
- Scritto da: Jane Becker

### Trama
Ritenendo di dover unirsi alla Legione del destino per dimostrarsi una valida supercriminale, Harley tenta di fare un grosso colpo distruggendo una delle loro imprese criminali con l'aiuto di Ivy. Tuttavia, accidentalmente irrompono al Bar mitzvah per il nipote del Pinguino, Joshua. Quando il Joker si presenta sminuendola arrogantemente, Harley fa di tutto per dimostrare agli altri criminali presenti (Bane, lo Spaventapasseri e Due Facce) che sta meglio senza di lui, senza successo. La situazione peggiora quando la donna tenta di rapinare una banca vicina, solo per scoprire che l'oro era predisposto per una rapina organizzata con attori appositi dal Pinguino come "rito di passaggio" per Joshua. Nel frattempo, Ivy viene incessantemente assillata dai flirt di Kite Man, che inavvertitamente infetta un gruppo di ragazzi con i suoi feromoni, non rendersi conto che li ucciderà trasformandoli in piante. I due si precipitano all'appartamento di Ivy per recuperare l'antidoto e tornano in tempo per aiutare Harley a combattere gli altri criminali prima che le facciano qualcosa come rappresentaglia per aver rovinato il Bar Mitzvah. Usandole sue conoscenze da psichiatra, Harley convince gli altri criminali a ribellarsi alle vessazioni continue del Joker, costringendo il clown Principe del Crimine ad andarsene. Nonostante quello che è successo, Harley mantiene come obiettivo quello di unirsi alla Legione, mentre Ivy cura i ragazzi infetti.

## So You Need a Crew?
- Diretto da: Cecilia Aranovich Hamilton
- Scritto da: Jess Dweck

### Trama
Dopo che il Joker ha dirottato una sua rapina, Harley si rende conto che ha bisogno di una squadra per commettere veri crimini e attirare l'attenzione della Legione del Destino. Tuttavia, fatica a trovare degli associati a causa del suo essere donna e per la sua relazione passata con il Joker. Dopo aver parlato con la Regina delle Fiabe, Harley decide di cercare criminali oppressi e ignorati come lei. Recluta quindi il Dottor Psycho, che venne espulso dalla Legione da Lex Luthor per aver insultato in modo sessista Wonder Woman e Giganta sulla televisione nazionale, e l'attore fallito mutaforma Clayface di Gotham City dopo averlo incontrato in un bar. Per la loro prima rapina Harley decide di rubare le medaglie d'oro olimpiche di Maxie Zeus come vendetta per gli insulti sessisti e molestie sessuali che le ha rivolto durante la sua ricerca. Nonostante le difficoltà iniziali, alla fine riescono ad avere la meglio dopo aver picchiato brutalmente Zeus. Dopodiché, Harley vende le medaglie per acquistare una testata nucleare con cui ricattare Gotham per nominare un'autostrada con il suo nome. Dopo aver fatto notizia, i media iniziano a considerare Harley come una potenziale concorrente per il Joker, mandandolo su tutte le furie.

## Finding Mr. Righ
- Diretto da: Juan Meza-Leon
- Scritto da: Jess Dweck

### Trama
Alla ricerca di una nemesi, Harley cerca di adescare Batman rubando la Batmobile, ma viene inseguita dal giovane Damian Wayne sotto l'identità di Robin, finendo per essere presa in giro dalla criminalità di Gotham.  A peggiorare le cose, Robin appare in un talk show e racconta che Harley ha accettato di essere la sua nemesi. Dopo un tentativo fallito di far diventare Superman la propria nemesi rapendo Lois Lane, Harley recluta Re Squalo nella sua squadra, cattura Robin e lo minaccia tenendolo sospeso su una vasca con dentro l'umanoide per fargli confessare che ha mentito prima di rivelare un pubblico di talk show da dietro una tenda per umiliarlo pubblicamente. Quando Re Squalo impazzisce dopo che del sangue finisce nell'acqua, Batman arriva e lo sconfigge per poi iniziare un combattimento a tre con l'arrivo di Joker, Harley e Ivy. Il Joker termina la lotta rapendo Robin e costringendo Batman a inseguirlo; con grande sgomento di Ivy, lei e la squadra di Harley vengono sfrattati dal loro appartamento dal loro proprietario cibernetico Sy Borgman .  Batman in seguito conforta Damian dopo averlo salvato, rassicurandolo che potrà avere una nemesi quando sarà pronto.

## Being Harley Quinn
- Diretto da: Juan Meza-Leon
- Scritto da: Adam Stein

### Trama
Mentre è alla ricerca di un nuovo covo, Harley non riesce a decidere quale sia il suo "marchio" distintivo e ha un blocco mentale che la paralizza fisicamente. Ivy chiede quiindi a Psycho di portarli tutti nella mente di Harley, dove si incontrano con la sua coscienza. Quest'ultima innesca inavvertitamente le sue difese mentali che li blocca nel suo cervello. Mentre il gruppo cerca di trovare l '"uscita di emergenza" nel suo subconscio, Harley scopre che la sua indecisione deriva dalla radicata convinzione che la sua "storia d'origine" non fosse una sua decisione e che alterò la sua memoria affinché credesse di essere diventata criminale dopo che il Joker l'aveva spinta in una vasca piena di sostanze chimiche, quando in realtà lui l'ha convinta a farlo sfruttando l'amore che provava nei suoi confronti. Harley sceglie come sua vera "storia d'origine" il momento in cui ha rotto con il Joker e ristabilisce un certo equilibrio con sé stessa. Nel frattempo, Borgman trova i corpi di Harley e del resto della squadra e crede che si siano suicidati, quindi li porta in un centro commerciale abbandonato per cremarli. All'ultimo minuto tutti si svegliano e quasi uccidono Borgman credendo volesse ucciderli. Dopo aver visto il centro commerciale in cui si trovano, tuttavia, Harley decide di farne il loro nuovo covo e permette a Borgman di unirsi alla squadra dopo aver appreso che era un ex agente segreto.

## You're a Damn Good Cop, Jim Gordon
- Diretto da: Cecilia Aranovich Hamilton
- Scritto da: Tom Hyndman

### Trama
La squadra di Harley ruba un dispositivo misterioso dalla Wayne Enterprises, ma il braccio di Clayface viene reciso e prende vita con una personalità simile a quella di un bambino. Diventato depresso dopo aver appreso che Batman non sembra vederlo come un amico, il commissario Gordon interroga la mano di Clayface per la posizione della banda di Harley, ma finisce per legarsi a esso. Mentre Harley, Clayface e Re Squalo tentano di recuperare la mano, Ivy e Psycho cercano vendetta su un individuo online chiamata Cowled Critic, che li ha insultati. Il Re Squalo viene picchiato dagli agenti di polizia e mandato in prigione mentre Ivy e Psycho apprendono che Cowled Critic è il figlio fino a quel momento sconosciuto di Psycho, Herman, che fa ammenda con lui. Durante una sparatoria con Gordon, Harley scopre che il dispositivo rubato è un teletrasporto che la trasferisce alla Batcaverna. Harley si rende conto di essere stata egoista e di aver ignorato i suoi compagni di squadra, incoraggiando Batman ad aiutarla a fermare Gordon che ha iniziato a difendere ossessivamente la mano. Batman si riconcilia con Gordon, Clayface riassorbe la sua mano e Harley e la sua squadra scappano. Mentre festeggiano, si rendono conto di aver dimenticato Re Squalo e si affrettano a farlo evadere di prigione.

## The Line
- Diretto da: Juan Meza-Leon
- Scritto da: Laura Moran

### Trama
Quando la Regina delle Fiabe viene trasferita dal suo carcere della Guida alle tasse sugli Stati Uniti ad Arkham Asylum, Harley la libera in modo che possa unirsi alla sua squadra per aiutarli a rubare un dispositivo di campo di forza personale dai laboratori STAR. Quando la Regina massacra una famiglia innocente che ha assistito ai loro crimini, tuttavia, la squadra la caccia inorridita. Quindi usano il dispositivo del campo di forza per rubare una macchina meteorologica dalle Kord Industries con cui ricattare Gotham, ma la Regina si presenta per rubarla da sola. Interviene in quel momento Jason Praxis, un membro sopravvissuto della famiglia uccisa da Regina, che cerca vendetta. Harley usa il dispositivo del campo di forza per proteggere la Regina, sconfiggere Praxis e ordinare alla criminale di andarsene. Mentre se ne va, tuttavia, la Regina uccide Praxis e dice ad Harley che solo i cattivi disposti ad attraversare qualsiasi linea possono avere successo e che si pentirà di averla lasciata vivere. Successivamente la squadra tenta di programmare la macchina meteorologica, ma accidentalmente causa la sua autodistruzione. Nel frattempo, Ivy inizia a frequentare Kite Man, ma la sua idiozia la mette in imbarazzo in pubblico.

## L.O.D.R.S.V.P.
- Diretto da: Matt Garofalo, Ben Jones & Frank Marino
- Scritto da: Tom Hyndman

### Trama
Dopo che la squadra di Harley ruba dei gioielli di Atlantide, vengono invitati a unirsi alla Legione del Destino, con Lex Luthor che consente anche a Psycho di essere reinserito. Tuttavia, rivela in segreto ad Ivy che in realtà non è interessato a Harley e non la lascerà unirsi all'associazione a meno che non si unisca anche lei. Non essendo interessata, Ivy rifiuta e cerca di avvertire Harley del tradimento di Luthor. Improvvisamente, Aquaman irrompe nell'edificio della Legione e si mette a picchiare diversi criminali cercando vendetta per il furto di Harley, ma lei lo inganna affinché distrugga un acquario e si concentri sul salvataggio dei pesci.  Come ringraziamento, la Legione assume Harley come membro ufficiale. Quest'ultima accusa Ivy di averle mentito e di non avere fiducia in lei, quindi le due si separano con rabbia. Nel frattempo, Psycho e Borgman affrontano un mostro mutante nel seminterrato del loro covo. Quando Psycho cerca di ucciderlo, Borgman lo ferma e rivela che il mostro è sua sorella Mirielle, che ha subito un mutamento a causa sua. Psycho usa i suoi poteri per consentire ai fratelli di comunicare e riconciliarsi, ma Mirielle viene liberata per le strade e si scatena. Il giorno successivo, Harley e la sua squadra (tranne Ivy) vanno nella sede della Legione e si imbattono nel Joker.

## A Seat at the Table
- Diretto da: Cecilia Aranovich Hamilton
- Scritto da: Jordan Weiss

### Trama
Con grande sorpresa di Harley, il Joker si congratula con lei per essere riuscita a entrare nella Legione, trattandola da pari. Harley si riconcilia con Ivy e promette di aiutarla ad attaccare una compagnia ecologica chiamata Planetwide Pavers. A differenza di Harley, tuttavia, sua squadra viene trattata come umili scagnozzi e Bane li assume per aiutarlo a vendicarsi di un impiegato che sbaglia sempre il suo nome. Harley ha un appuntamento con il Joker per cercare di spingerlo a convincere Luthor a elevare lo status dei suoi compagni, ma si diverte così tanto con lui da dimenticarsi di dirglielo. Mentre piazza una bomba per Bane, il Re Squalo viene ricoverato in ospedale dopo che il criminale perde la pazienza e la fa esplodere troppo presto. Durante un inseguimento con Batman Joker bacia Harley, ma ciò si rivela essere l'ennesima manipolazione del clown che la spinge fuori dal loro elicottero subito dopo per rallentare il Cavaliere Oscuro. Durante la veglia di Re Squalo in ospedale, la squadra e Ivy vedono un notiziario che mostra il bacio tra Harley e il Joker.  All'arrivo della compagna, la accusano di aver approfittato di loro e rompono i contatti con lei. Più tardi quella notte, Ivy prova ad attaccare Planetwide Pavers da sola ma viene catturata.

## Bensonhurst
- Diretto da: Colin Heck & Ben Jones
- Scritto da: Laura Moran

### Trama
Depressa dall'abbandono della sua squadra, Harley torna a casa dai suoi genitori a Bensonhurst, Brooklyn, ma si arrabbia rapidamente con il padre approfittatore. Più tardi, quella notte, un assassino li attacca e uccide la nonna di Harley prima di essere sconfitto. Suo padre afferma che deve un prestito ad alcuni criminali, quindi Harley picchia gli uomini per costringerli a lasciare stare l'uomo. Nel frattempo, Ivy si trova intrappolata in un laboratorio ma riesce a usare un dente di leone per dire alla sua pianta senziente Frank di chiedere aiuto ad Harley prima di scoprire che il suo rapitore è lo Spaventapasseri. Un altro assassino attacca e uccide il nonno di Harley prima che lei lo sconfigga; all'improvviso i suoi genitori la attaccano, spiegando che qualcuno ha messo una taglia sopra la sua testa e intendono incassarla. Infuriata, Harley li sconfigge ma sceglie di risparmiarli e rinnegarli perché non valgono la pena. Proprio mentre Harley crolla in strada per le ferite riportate nello scontro, Frank la trova e le dice che Ivy è nei guai. Altrove, Bane scopre che Joshua Cobblepot ha messo la taglia su Harley come vendetta per aver rovinato il suo Bar Mitzvah e lo rimprovera per aver usato una carta di credito rintracciabile prima di distruggerla per annullare la taglia.

## Harley Quinn Highway
- Diretto da: Vinton Heuck
- Scritto da: Adam Stein

### Trama
Harley riunisce la sua squadra per scusarsi e chiedere il loro aiuto per salvare Ivy e il gruppo accetta per il bene di Ivy. Nel frattempo, lo Spaventapasseri raccoglie i feromoni di Ivy al fine di usarli per distruggere Gotham, per poi avvelenare la criminale con la sua tossina paura facendola cadere nel panico. Psycho proietta psichicamente la squadra nella testa di Ivy mentre Borgman resta a proteggere i loro corpi. Nella sua testa, Frank li informa che l'unico modo per salvare Ivy è distruggere la cosa che teme di più, che appare nella forma del Tristo Mietitore. Harley sconfigge il Mietitore, scoprendo la propria faccia sotto il cappuccio prima che lei e i compagni si sveglino. Lo Spaventapasseri cerca di scappare sulla Harley Quinn Highway, ma Borgman si trasforma in un'auto in modo che il gruppo possa inseguirlo. Durante la corsa, Ivy dice ad Harley che lrappresentava la sua paura perché il suo più grande timore è di stata abbandonata da qualcuno di cui si fidava e che ha risentito molto del fatto che abbia preferito stare con il Joker invece di aiutarla.  Harley tenta di fare ammenda facendo esplodere la testa della sua statua per fermare lo Spaventapasseri, ma quest'ultimo riesce ad avvelenare la baia di Gotham e infettare la fornitura d'acqua della città con i feromoni di Ivy, trasformando la maggior parte degli alberi di Gotham in mostri violenti.

## Devil's Snare
- Diretto da: Juan Meza-Leon
- Scritto da: Jane Becker

### Trama
Lo Spaventapasseri inizia a spargere la tossina della paura in tutta Gotham per costringere migliaia di civili a spingersi verso il parco con gli alberi assassini. Mentre Batman lo rintraccia, la Justice League arriva per fermare gli alberi. Presumono che dietro gli attacchi ci sia la squadra di Harley e provano a mandarli nella Zona Fantasma, ma Ivy usa il lazo di Wonder Woman per dimostrare la loro innocenza. Improvvisamente la Regina delle Fiabe intrappola la Lega nel suo libro di fiabe e usa un fagiolo magico per mandare Harley e i suoi compagni ad affrontare un gigantesco ciclope in una terra sospesa in cielo. Con l'aiuto di Kite Man, il gruppo riesce a tornare a terra sicuramente. Proprio in quel momento, il Joker appare con una grande torre e distrugge la sede della Lega del Destino mettendo in atto i suoi piani per conquistare Gotham City e ordina alla Regina delle Fiabe di uccidere Harley e la sua squadra. Ivy usa l'acqua contaminata per assumere proporzioni gigantesche e combattere gli alberi mutanti mentre Harley sconfigge la Regina delle Fiabe, decapitandola. Proprio quando Ivy salva Harley e le due amiche si riappacificano, il Joker uccide Ivy.

## The Final Joke
- Diretto da: Brandon McKinney
- Scritto da: Tom Hyndman

### Trama
La squadra di Harley, Frank e Kite Man organizzano un funerale improvvisato per Ivy prima di unire le forze con Batman per vendicarla. Mentre il gruppo distrae il Joker, Batman si lancia sulla cima della torre per abbatterlo. Tuttavia, Clayface rovina inavvertitamente il piano e fa catturare la squadra e Batman; l'unica a sfuggire è Harley, la quale è costretta a nascondersi. I suoi obiettivi sono in gran parte raggiunti, quindi il Joker trascorre la settimana successiva soggiogando Gotham e torturando brutalmente Batman e il gruppo solo per noia. Sperando di aiutarlo, lo Spaventapasseri smaschera Batman ma il Joker lo uccide per aver rovinato il "mistero". Nel frattempo, Harley visita la tomba di Ivy dove Frank e Kite Man le dicono che la sua squadra verrà giustiziato pubblicamente, quindi decide di arrendersi in cambio delle loro vite. Una volta che i suoi compagni sono al sicuro, Harley cerca di uccidere il Joker ma quest'ultimo riesce a prevalere. Invece di ucciderla, decide di farla cadere in una vasca di acido che la renderà "normale", tuttavia all'ultimo minuto, una Ivy resuscitata salva Harley e fa cadere il Joker nella cisterna, anche se il criminale riesce prima a distruggere la sua torre e Gotham. Batman salva Harley e Ivy prima di sparire tra i detriti e la squadra riunita  riflette su tutto ciò che è accaduto tra le rovine di Gotham mentre un "normale" Joker emerge dalle macerie.